# Péter Dénes
Péter Dénes, írói nevén: Kiséri (Kiskunhalas, 1837. szeptember 15. – Kiskunhalas, 1904. március 16.) földbirtokos, országgyűlési képviselő, író.

## Élete
Régi hírneves Kis-Kun családnak volt sarja és kedves tanítványa Arany Jánosnak Nagykőrösön. Szuper Lajossal az 1850-es évek közepén Szünórák című lapot szerkesztettek a főiskolai ifjúság számára. A gimnázium elvégzése után Bécsbe ment joghallgatónak, főképp azért, hogy a német nyelvben magát tökéletesítse; jogi tanulmányait Pesten fejezte be. 1861-ben Kiskunhalas város országgyűlési képviselője mellé mint kiskövetet küldték fel az országgyűlésre. Édesapjának halálával a gazdaságot átvette, a földműveléssel és a közügyek ingyenes szolgálatával kívánt hasznos lenni hazájának és szülővárosának, melynek politikai életében is, mint a volt Deák-, később Szabadelvű Pártnak majd mint elnöke, majd mint vezérembere gyanánt tett szolgálatokat. 1877-ben a kiskunhalasi református egyház és főiskola főgondnoka lett és az maradt 1900-ig. Közhasznú szolgálatának ezen idejére esik a halasi református palotaszerű díszes főiskolának emelése is. Nagyműveltségű ember volt; azonban egy szerencsétlen betegség, a süketség, férfikora delén lehangolólag hatott reá.
Már jogász korában kezdett szépirodalmilag is működni, számos humorisztikus elbeszélése jelent meg akkor a szépirodalmi lapokban Kiséri név alatt, így a Szépirodalmi Közlönyben (1857-58), a Hölgyfutárban (1858-59), a Napkeletben (1858), a Képes Ujságban (1859), a Kétgarasos Ujságban (1859), a Délibábban (1859. Rousseau c. beszélyével a kitűzött díjat, egy arany tollat megnyerte); a Vasárnapi Ujságban (1880-1885. költemények s több elbeszélés), a Koszoruban (1880), a Fővárosi Lapokban (1883); a Borsszem Jankó egyik kedvelt népszerű alakjának: tikmonyi és hohenhámi Tolyáss Dániel kasznár urnak több levelét is ő írta.

## Munkája
- Jó kedvemből. Humoros elbeszélések és életképek. Bpest, 1889. (Ism. Fővárosi Lapok 346. sz. Ágai A.).

### Kéziratban
- Egy frakk kevés, vígj. 1 felv. (Előadták a pesti Nemzeti Színházban) 1859. júl. 8.)